# 聖胡安-德拉科斯塔

40°31′S 73°24′W / 40.517°S 73.400°W
聖胡安-德拉科斯塔（西班牙語：San Juan de la Costa），是智利的城鎮，位於該國中南部湖大區的奧索爾諾省，始建於1979年10月26日，面積1,517平方公里，2002年人口8,831人，人口密度每平方公里5.8人。